# Sam Deroo
Sam Deroo (Beveren, 29 aprile 1992) è un pallavolista belga, schiacciatore della Dinamo Mosca.

## Carriera
La carriera di Sam Deroo inizia nel 2010 quando entra a far parte della squadra del Roeselare, con la quale, in due stagioni, si aggiudica la Supercoppa belga 2010 e la coppa nazionale 2010-11; nel 2011 ottiene le prime convocazioni in nazionale, disputando il campionato europeo 2011.
Nella stagione 2012-13 viene ingaggiato dalla Pallavolo Modena, militante nella Serie A1 italiana, dove resta per due annate; con la nazionale vince la medaglia d'oro all'European League 2013. Nel campionato 2014-15 gioca col BluVolley Verona.
Si trasferisce in Polonia per disputare l'annata 2015-16 con lo ZAKSA Kędzierzyn-Koźle, in Polska Liga Siatkówki, aggiudicandosi due scudetti e la Coppa di Polonia 2016-17.
Dopo un breve periodo all'Al-Rayyan, dalla stagione 2019-20 è di scena nella Superliga russa con la maglia della Dinamo Mosca con la quale conquista la Coppa di Russia 2020 e la Coppa CEV 2020-21.

## Palmarès

### Club
- Campionato polacco: 2

2015-16, 2016-17
- Coppa del Belgio: 1

2010-11
- Coppa di Polonia: 1

2016-17
- Coppa di Russia: 1

2020
- Supercoppa belga: 1

2010
- Coppa CEV: 1

2020-21

### Nazionale (competizioni minori)
- European League 2013